# 12 Ore di Sebring 2023
La 12 Ore di Sebring 2023 è stata la settantunesima edizione della 12 Ore di Sebring, oltre che seconda prova valevole per il Campionato IMSA WeatherTech SportsCar 2023 e si è tenuta al Sebring International Raceway tra il 15 e 18 marzo.

## Elenco iscritti
Di seguito l'elenco dei partecipanti:
| No. | Squadra                              | Auto             | Pneumatici | Pilota 1           | Pilota 2             | Pilota 3              |
| --- | ------------------------------------ | ---------------- | ---------- | ------------------ | -------------------- | --------------------- |
| 01  | Cadillac Racing                      | Cadillac V- LMDh | M          | Sébastien Bourdais | Renger van der Zande | Scott Dixon           |
| 6   | Porsche Penske Motorsport            | Porsche 963      | M          | Nick Tandy         | Mathieu Jaminet      | Michael Christensen   |
| 7   | Porsche Penske Motorsport            | Porsche 963      | M          | Felipe Nasr        | Matt Campbell        | Dane Cameron          |
| 10  | WTR - Andretti Autosport             | Acura ARX-06     | M          | Filipe Albuquerque | Ricky Taylor         | Louis Delétraz        |
| 24  | BMW M Team RLL                       | BMW M Hybrid V8  | M          | Nick Yelloly       | Connor De Phillippi  | Sheldon van der Linde |
| 25  | BMW M Team RLL                       | BMW M Hybrid V8  | M          | Philipp Eng        | Augusto Farfus       | Marco Wittmann        |
| 31  | Whelen Engineering Racing            | Cadillac V- LMDh | M          | Pipo Derani        | Alexander Sims       | Jack Aitken           |
| 60  | Meyer Shank Racing w/ Curb Agajanian | Acura ARX-06     | M          | Tom Blomqvist      | Colin Braun          | Hélio Castroneves     |

| No. | Squadra                     | Auto        | Pneumatici | Pilota 1         | Pilota 2            | Pilota 3          |
| --- | --------------------------- | ----------- | ---------- | ---------------- | ------------------- | ----------------- |
| 04  | CrowdStrike Racing with APR | Oreca 07    | M          | George Kurtz     | Ben Hanley          | Nolan Siegel      |
| 8   | Tower Motorsport            | Oreca 07    | M          | John Farano      | Scott McLaughlin    | Kyffin Simpson    |
| 11  | TDS Racing                  | Oreca 07    | M          | Scott Huffaker   | Mikkel Jensen       | Steven Thomas     |
| 18  | Era Motorsport              | Oreca 07    | M          | Ryan Dalzie      | Christian Rasmussen | Dwight Merriman   |
| 20  | High Class Racing           | Oreca 07    | M          | Dennis Andersen  | Anders Fjordbach    | Ed Jones          |
| 35  | TDS Racing                  | Oreca 07    | M          | François Heriau  | Giedo van der Garde | Josh Pierson      |
| 51  | Rick Ware Racing            | Ligier LMP2 | M          | Eric Lux         | Devlin DeFrancesco  | Pietro Fittipaldi |
| 52  | PR1/Mathiasen Motorsports   | Oreca 07    | M          | Paul-Loup Chatin | Ben Keating         | Alex Quinn        |

| No. | Squadra                      | Auto               | Pneumatici | Pilota 1                  | Pilota 2                  | Pilota 3                  |
| --- | ---------------------------- | ------------------ | ---------- | ------------------------- | ------------------------- | ------------------------- |
| 3   | Ave Motorsports              | Ligier JS P320     | M          | Trenton Estep             | Seth Lucas                | Tõnis Kasemets            |
| 13  | AWA                          | Duqueine M30 - D08 | M          | Matt Bell                 | Orey Fidani               | Lars Kern                 |
| 17  | AWA                          | Duqueine M30 - D08 | M          | Wayne Boyd                | Anthony Mantella          | Nicolás Varrone           |
| 30  | Jr III Motorsports           | Ligier JS P320     | M          | Ari Balogh                | Dakota Dickerson          | Garett Grist              |
| 33  | Sean Creech Motorsport       | Ligier JS P320     | M          | João Barbosa              | Lance Willsey             | Nico Pino                 |
| 36  | Andretti Autosport           | Ligier JS P320     | M          | Jarett Andretti           | Gabby Chaves              | Glenn van Berlo           |
| 38  | Performance Tech Motorsports | Ligier JS P320     | M          | Christopher Allen         | Robert Mau                | non conosciuta (bandiera) |
| 43  | MRS GT-Racing                | Ligier JS P320     | M          | non conosciuta (bandiera) | non conosciuta (bandiera) | non conosciuta (bandiera) |
| 74  | Riley                        | Ligier JS P320     | M          | Gar Robinson              | Josh Burdon               | Felipe Fraga              |
| 85  | JDC-Miller MotorSports       | Duqueine M30 - D08 | M          | Tijmen van der Helm       | Till Bechtolsheimer       | Daniel Goldburg           |

| No. | Squadra                | Auto                          | Pneumatici | Pilota 1          | Pilota 2           | Pilota 3         |
| --- | ---------------------- | ----------------------------- | ---------- | ----------------- | ------------------ | ---------------- |
| 3   | Corvette Racing        | Chevrolet Corvette C8.R GTD   | M          | Antonio García    | Tommy Milner       | Jordan Taylor    |
| 9   | Pfaff Motorsports      | Porsche 911 GT3 R (992)       | M          | Klaus Bachler     | Patrick Pilet      | Laurens Vanthoor |
| 14  | Vasser Sullivan Racing | Lexus RC F GT3                | M          | Ben Barnicoat     | Jack Hawksworth    | Kyle Kirkwood    |
| 23  | Heart of Racing Team   | Aston Martin Vantage AMR GTE  | M          | Ross Gunn         | David Pittard      | Alex Riberas     |
| 62  | Risi Competizione      | Ferrari 296 GT3               | M          | Daniel Serra      | Gabriel Casagrande | Davide Rigon     |
| 63  | Iron Lynx              | Lamborghini Huracán GT3 Evo 2 | M          | Jordan Pepper     | Franck Perera      | Romain Grosjean  |
| 79  | WeatherTech Racing     | Mercedes-AMG GT3 Evo          | M          | Daniel Juncadella | Maro Engel         | Jules Gounon     |
| 95  | Turner Motorsport      | BMW M4 GT3                    | M          | Michael Dinan     | Robby Foley        | John Edwards     |

| No. | Squadra                          | Auto                          | Pneumatici | Pilota 1              | Pilota 2         | Pilota 3          |
| --- | -------------------------------- | ----------------------------- | ---------- | --------------------- | ---------------- | ----------------- |
| 1   | Paul Miller Racing               | BMW M4 GT3                    | M          | Bryan Sellers         | Madison Snow     | Corey Lewis       |
| 12  | Vasser Sullivan                  | Lexus RC F GT3                | M          | Frankie Montecalvo    | Aaron Telitz     | Parker Thompson   |
| 16  | Wright Motorsports               | Porsche 911 GT3 R (992)       | M          | Ryan Hardwick         | Jan Heylen       | Zacharie Robicho  |
| 21  | AF Corse                         | Ferrari 296 GT3               | M          | Francesco Castellacci | Simon Mann       | Toni Vilander     |
| 023 | Triarsi Competizione             | Ferrari 296 GT3               | M          | Onofrio Triarsi       | Alessio Rovera   | Charlie Scardina  |
| 27  | Heart of Racing Team             | Aston Martin Vantage AMR GTE  | M          | Roman De Angelis      | Ian James        | Marco Sørensen    |
| 32  | Team Korthoff Motorsports        | Mercedes-AMG GT3 Evo          | M          | Mike Skeen            | Mikaël Grenier   | Kenton Koch       |
| 44  | Magnus Racing                    | Aston Martin Vantage AMR GTE  | M          | Andy Lally            | John Potter      | Spencer Pumpelly  |
| 47  | CETILAR RACING                   | Ferrari 296 GT3               | M          | Giorgio Sernagiotto   | Antonio Fuoco    | Roberto Lacorte   |
| 57  | Winward Racing                   | Mercedes-AMG GT3 Evo          | M          | Russell Ward          | Indy Dontje      | Philip Ellis      |
| 66  | Gradient Racing                  | Acura NSX GT3                 | M          | Sheena Monk           | Katherine Legge  | Marc Miller       |
| 70  | Inception Racing                 | McLaren 720S GT3              | M          | Frederik Schandorff   | Brendan Iribe    | Ollie Millroy     |
| 77  | Wright Motorsports               | Porsche 911 GT3 R (992)       | M          | Alan Brynjolfsson     | Maxwell Root     | Trent Hindman     |
| 78  | US RaceTronics                   | Lamborghini Huracán GT3 Evo 2 | M          | Misha Goikhberg       | Loris Spinelli   | Benjamin Hites    |
| 80  | AO Racing                        | Porsche 911 GT3 R (992)       | M          | P. J. Hyett           | Gunnar Jeannette | Sebastian Priaulx |
| 83  | Iron Dames                       | Lamborghini Huracán GT3 Evo 2 | M          | Rahel Frey            | Sarah Bovy       | Michelle Gatting  |
| 91  | KellyMoss with Riley             | Porsche 911 GT3 R (992)       | M          | Alan Metni            | Jaxon Evans      | Kay van Berlo     |
| 92  | KellyMoss with Riley             | Porsche 911 GT3 R (992)       | M          | Alec Udell            | Nick Boulle      | Julien Andlauer   |
| 93  | Racers Edge Motorsports with WTR | Acura NSX GT3                 | M          | Kyle Marcelli         | Daniel Formal    | Ashton Harrison   |
| 96  | Turner Motorsport                | BMW M4 GT3                    | M          | Bill Auberlen         | Chandler Hull    | Robby Foley       |

## Qualifiche
La pole position in ogni classe è indicata in grassetto.
| Pos.             | Classe  | #   | Team                                        | Pilota              | Tempo           | Gap             | Griglia |
| ---------------- | ------- | --- | ------------------------------------------- | ------------------- | --------------- | --------------- | ------- |
| 1                | GTP     | 31  | Whelen Engineering Racing                   | Pipo Derani         | 1:45.836        | _               | 1       |
| 2                | GTP     | 01  | Cadillac Racing                             | Sébastien Bourdais  | 1:45.923        | +0.087          | 2       |
| 3                | GTP     | 10  | Wayne Taylor Racing with Andretti Autosport | Ricky Taylor        | 1:46.100        | +0.264          | 3       |
| 4                | GTP     | 6   | Porsche Penske Motorsport                   | Mathieu Jaminet     | 1:46.426        | +0.590          | 4       |
| 5                | GTP     | 60  | Meyer Shank Racing with Curb-Agajanian      | Tom Blomqvist       | 1:46.603        | +0.767          | 5       |
| 6                | GTP     | 24  | BMW M Team RLL                              | Augusto Farfus      | 1:46.756        | +0.920          | 6       |
| 7                | GTP     | 7   | Porsche Penske Motorsport                   | Matt Campbell       | 1:46.851        | +1.015          | 7       |
| 8                | GTP     | 25  | BMW M Team RLL                              | Connor De Phillippi | 1:46.908        | +1.072          | 8       |
| 9                | LMP2    | 52  | PR1/Mathiasen Motorsports                   | Ben Keating         | 1:51.780        | +5.944          | 9       |
| 10               | LMP2    | 35  | TDS Racing                                  | François Heriau     | 1:51.900        | +6.064          | 10      |
| 11               | LMP2    | 11  | TDS Racing                                  | Steven Thomas       | 1:52.169        | +6.333          | 11      |
| 12               | LMP2    | 04  | CrowdStrike Racing by APR                   | George Kurtz        | 1:52.486        | +6.650          | 12      |
| 13               | LMP2    | 20  | High Class Racing                           | Dennis Andersen     | 1:53.350        | +7.514          | 13      |
| 14               | LMP2    | 8   | Tower Motorsports                           | John Farano         | 1:53.579        | +7.743          | 14      |
| 15               | LMP2    | 51  | Rick Ware Racing                            | Eric Lux            | 1:53.673        | +7.837          | 15      |
| 16               | LMP2    | 18  | Era Motorsport                              | Dwight Merriman     | 1:53.963        | +8.127          | 16      |
| 17               | LMP3    | 36  | Andretti Autosport                          | Glenn van Berlo     | 1:55.215        | +9.379          | 17      |
| 18               | LMP3    | 4   | Ave Motorsports                             | Tõnis Kasemets      | 1:56.874        | +11.038         | 25      |
| 19               | LMP3    | 85  | JDC-Miller MotorSports                      | Daniel Goldburg     | 1:56.984        | +11.148         | 18      |
| 20               | LMP3    | 74  | Riley Motorsports                           | Gar Robinson        | 1:57.012        | +11.176         | 19      |
| 21               | LMP3    | 30  | Jr III Racing                               | Ari Balogh          | 1:58.092        | +12.256         | 20      |
| 22               | LMP3    | 17  | AWA                                         | Anthony Mantella    | 1:58.164        | +12.328         | 21      |
| 23               | LMP3    | 38  | Performance Tech Motorsports                | Christopher Allen   | 1:58.724        | +12.888         | 22      |
| 24               | LMP3    | 13  | AWA                                         | Orey Fidani         | 1:59.160        | +13.324         | 23      |
| 25               | GTD Pro | 3   | Corvette Racing                             | Antonio García      | 1:59.315        | +13.479         | 26      |
| 26               | LMP3    | 33  | Sean Creech Motorsport                      | Lance Willsey       | 1:59.458        | +13.622         | 24      |
| 27               | GTD Pro | 14  | Vasser Sullivan Racing                      | Jack Hawksworth     | 1:59.582        | +13.746         | 27      |
| 28               | GTD Pro | 79  | WeatherTech Racing                          | Daniel Juncadella   | 1:59.635        | +13.799         | 52      |
| 29               | GTD     | 93  | Racers Edge Motorsports with WTR            | Kyle Marcelli       | 1:59.714        | +13.878         | 28      |
| 30               | GTD     | 57  | Winward Racing                              | Philip Ellis        | 1:59.834        | +13.998         | 53      |
| 31               | GTD Pro | 23  | Heart of Racing Team                        | Alex Riberas        | 1:59.925        | +14.089         | 29      |
| 32               | GTD Pro | 62  | Risi Competizione                           | Daniel Serra        | 1:59.939        | +14.103         | 30      |
| 33               | GTD     | 12  | Vasser Sullivan Racing                      | Aaron Telitz        | 1:59.944        | +14.108         | 31      |
| 34               | GTD     | 16  | Wright Motorsports                          | Jan Heylen          | 2:00.022        | +14.186         | 32      |
| 35               | GTD     | 023 | Triarsi Competizione                        | Alessio Rovera      | 2:00.124        | +14.288         | 33      |
| 36               | GTD     | 1   | Paul Miller Racing                          | Madison Snow        | 2:00.229        | +14.393         | 34      |
| 37               | GTD     | 96  | Turner Motorsport                           | Patrick Gallagher   | 2:00.504        | +14.668         | 35      |
| 38               | GTD     | 78  | Forte Racing powered by US RaceTronics      | Loris Spinelli      | 2:00.639        | +14.803         | 36      |
| 39               | GTD Pro | 63  | Iron Lynx                                   | Franck Perera       | 2:00.763        | +14.927         | 37      |
| 40               | GTD     | 70  | Inception Racing                            | Brendan Iribe       | 2:01.395        | +15.559         | 38      |
| 41               | GTD     | 47  | Cetilar Racing                              | Giorgio Sernagiotto | 2:01.451        | +15.615         | 39      |
| 42               | GTD     | 21  | AF Corse                                    | Simon Mann          | 2:01.588        | +15.752         | 40      |
| 43               | GTD     | 83  | Iron Dames                                  | Michelle Gatting    | 2:01.652        | +15.816         | 41      |
| 44               | GTD     | 27  | Heart of Racing Team                        | Ian James           | 2:01.652        | +15.816         | 46      |
| 45               | GTD     | 91  | Kelly-Moss with Riley                       | Alan Metni          | 2:01.927        | +16.091         | 48      |
| 46               | GTD     | 44  | Magnus Racing                               | John Potter         | 2:02.115        | +16.279         | 42      |
| 47               | GTD     | 77  | Wright Motorsports                          | Alan Brynjolfsson   | 2:02.612        | +16.776         | 43      |
| 48               | GTD     | 80  | AO Racing Team                              | P. J. Hyett         | 2:02.678        | +16.842         | 44      |
| 49               | GTD     | 66  | Gradient Racing                             | Sheena Monk         | 2:03.342        | +17.506         | 45      |
| 50               | GTD     | 92  | Kelly-Moss with Riley                       | David Brule         | 2:04.555        | +18.719         | 47      |
| —                | GTD Pro | 9   | Pfaff Motorsports                           | No Time Set         | No Time Set     | No Time Set     | 49      |
| —                | GTD Pro | 95  | Turner Motorsport                           | Time Disallowed     | Time Disallowed | Time Disallowed | 50      |
| —                | GTD     | 32  | Team Korthoff Motorsports                   | Time Disallowed     | Time Disallowed | Time Disallowed | 51      |
| Risultati (PDF). |         |     |                                             |                     |                 |                 |         |